# Безрук Семен Федорович
Семе́н Фе́дорович Бе́зрук (17 квітня 1899 року — 13 січня 1955 року) — радянський воєначальник українського походження, генерал-майор артилерії, учасник Другої раднясько-української, наступної Радянсько-польської і Другої світової воєн.

## Біографія
Семен Федорович Безрук народився 17 квітня 1899 року у містечку Білопілля, що на Сумщині (тоді Харківська губернія). У 1919 році був рекрутований у Червону Армію і воював проти Армії УНР, а згодом проти союзного їй Війська Польського. У мирний час продовжив службу на командирських посадах.
Брав участь у Зимовій війні проти Фінляндії. З 1939 року очолював 2-й відділ Управління начальника артилерії Червоної Армії та одночасно був заступником начальника артилерії.
У вересні 1941-го року Безрук був призначений на посаду командувача артилерією 8-ї армії. Під час оборони Ленінграда виявив себе грамотним керівником артилерійських з'єднань. Армійська артилерія під командуванням генерала Безрука відіграла важливу роль в операції з прориву блокади Ленінграда у січні 1943 року та у наступних оборонних битвах.
У вересні 1943 Безрук був призначений командувачем артилерією 55-ї армії, а в 1944 році — командувачем артилерією 19-ї армії. З боями дійшов від Ленінграда до Східної Померанії.
Після війни продовжив службу в Радянській Армії, командував артилерією 13-й армії. Помер у Харкові 13 січня 1955 року, похований на міському кладовищі № 2.

## Нагороди
- Орден Леніна (21 лютого 1945);
- 3 ордена Червоного Прапора (10 листопада 1941, 3 листопада 1944, 15 листопада 1950);
- Орден Кутузова 2-го ступеня (7 жовтня 1943);
- 2 ордена Суворова 2-го ступеня (2 листопада 1944, 10 квітня 1945);
- Орден Богдана Хмельницького 1-го ступеня (31 травня 1945 року);
- Орден Червоної Зірки (22 лютого 1938);
- Медалі «За оборону Ленінграда», «За оборону Радянського Заполяр'я» та інші.